# Paracallisoma platepistomum
Paracallisoma platepistomum is een vlokreeftensoort uit de familie van de Scopelocheiridae. De wetenschappelijke naam van de soort is voor het eerst geldig gepubliceerd in 1977 door Andres.